# Will.i.am
Pour les articles homonymes, voir Adams et William Adams.
Pour le label, voir Will.i.am Music Group.
will.i.am, de son vrai nom William James Adams Jr., né le 15 mars 1975 à Los Angeles, (Californie, États-Unis), est un rappeur, chanteur, auteur-compositeur, disc jockey, producteur et acteur américain d'origine jamaïcaine et martiniquaise,,.
Durant sa carrière, il utilise de temps à autre Zuper Blahq comme second nom de scène. Il est l'un des membres fondateurs du groupe The Black Eyed Peas, actif depuis 1992. Il mène par ailleurs une activité de producteur, pour son groupe mais aussi pour d'autres artistes : Fergie pour son album solo The Dutchess (2006), Michael Jackson pour Thriller 25 (2008), Cheryl Cole, ou encore Britney Spears pour son album Britney Jean (2013). Sa carrière le conduit également vers des fonctions plus imprévues, telle que directeur de la création pour le fabricant de semi-conducteurs Intel.
will.i.am compte quatre albums solo. Le premier, Lost Change, est publié en 2001 chez Atlantic Records. Un clip vidéo est tourné pour le single I Am. Le deuxième album solo, Must B 21, est publié le 23 septembre 2003. La 17e chanson, Go!, devient le thème en 2005 des jeux vidéo de la série NBA Live et Madden NFL. Le troisième album, Songs About Girls, est publié le 25 septembre 2007. Le premier single de l'album s'intitule I Got It from My Mama et atteint la 31e place du Billboard Hot 100 en août 2007. Son quatrième album, willpower, est publié en 2013.

## Biographie

### Jeunesse
Né William James Adams Jr.,,, à Eastside Los Angeles, il grandit à Estrada Courts dans le quartier de Boyle Heights, où lui et sa famille vivent dans une communauté majoritairement hispanique. Adams ne rencontre jamais son père, William Adams Sr. Il est élevé par sa mère, Debra,, qui l'encouragera à ne pas imiter les autres de son âge et à se différencier de son quartier de Los Angeles. Au John Marshall High School, il devient le meilleur ami d'Allan Pineda (apl.de.ap), également futur membre des Black Eyed Peas.
Il est découvert par le rappeur Eazy-E. Son enfance est marquée par la danse et la musique afro-américaine. Adams a déjà un goût et talent prononcé pour la danse et la musique : tout jeune, il anime les soirées de famille en dansant et chantant. « Je me souviens d'où je viens : j'avais un voisin qui s'est fait tirer dessus, en plein visage. Mes amis prenaient de la drogue, allaient en prison, en sortaient, en mouraient. Et j'avais seulement 17 ans. Je me souviendrai toujours de mes amis Alan, Adam et René, qui avaient 15 ans. René s'est fait tuer par la police, Adam par un gangster… Mais au fur et à mesure de la vie, tu avances en voulant apprendre des Éthiopiens, des Chinois, des Français, des Algériens, des Tunisiens, etc. De tous, tu peux apprendre quelque chose pour t'aider à surmonter tes obstacles. Car si tu n'apprends pas, tu ne sauras pas comment t'en sortir. Plus tu restes obtus, plus tu te fermes de portes. »

### Carrière

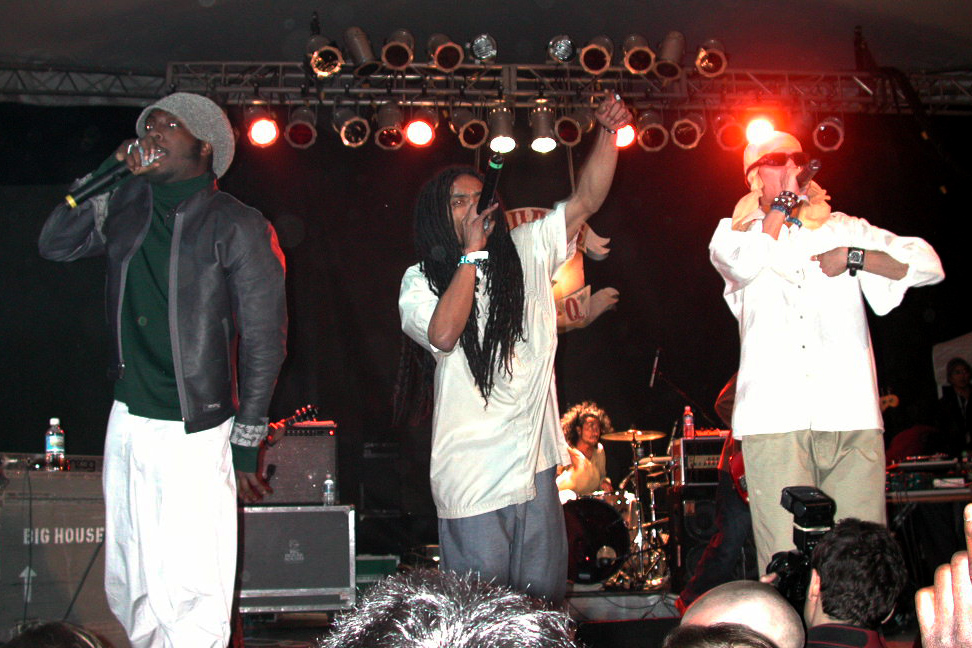
De gauche à droite, will.i.am, apl.de.ap et Taboo en 2001.

Avec Taboo et apl.de.ap, ils décident de monter un groupe qui mélangerait mixes, danse et chant : The Black Eyed Peas se forme en 1992. Avec des titres tels que Hey Mama (2004), Pump It (2006), Meet Me Halfway (2009), Missing You (2010), Rock That Body (2010), The Time (Dirty Bit) (2010), Don't Stop the Party (2011), mais surtout I Gotta Feeling (2009), le groupe s'impose sur la scène mondiale de façon durable.
La musique de will.i.am est influencée par des rythmes hip-hop et rap, funk, jazz, electro, house et musique latine. Il travaille avec U2 sur le titre I'll Go Crazy If I Don't Go Crazy Tonight sorti en 2009. En mai 2010, le groupe de K-Pop 2NE1 est repéré par will.i.am. Ses membres viennent à Los Angeles ainsi qu'à Londres afin d'enregistrer leur album international produit par will.i.am. Il collabore sur deux titres de l'album One Love de David Guetta, tandis qu'en retour le DJ français produit et compose I Gotta Feeling et Rock That Body présent sur l'album The END des Black Eyed Peas.
Depuis le 25 janvier 2011, will.i.am est également « directeur de la création innovante » (Director of creative innovation) chez Intel. L'annonce de cette collaboration entre le géant du microprocesseur et le chanteur est officialisée lors d'une conférence interne du groupe, à Los Angeles. En avril 2013, will.i.am sort son nouvel album willpower qui a déjà trois succès (singles). Dans sa filmographie, il prête souvent sa voix à des personnages comme Moto Moto dans Madagascar 2 et Pedro le paroare huppé dans le film Rio et sa suite Rio 2. De décembre 2012 à février 2013, il est l'un des trois parrains de la saison 9 de Star Academy (France) diffusée sur NRJ 12 aux côtés de Enrique Iglesias et de M. Pokora. will.i.am est accusé d'avoir plagié plusieurs titres sur son album willpower dont Epic de Sandro Silva & Quintino pour le tire Bang Bang et le titre Rebound d'Arty & Mat Zo pour son duo avec Chris Brown intitulé Let's Go. Will.i.am sera le producteur d'un futur single de Yoann Fréget, gagnant de The Voice, la plus belle voix.
Il est aussi le producteur de la chanteuse pop Britney Spears pour son album Britney Jean. Aux NRJ DJ Awards 2013 il sera nommé le meilleur DJ avec le meilleur album Électro Dance de l'année 2013. Le 17 juillet 2015 sort Yesterday sonnant le retour du groupe The Black Eyed Peas, sans la présence de Fergie sur le single, reprenant les références hip-hop qui inspirent le groupe à leurs débuts.

## Activités annexes

### Thriller 25
En plus d'avoir enregistré quelques chansons avec Michael Jackson pour un nouvel album (chansons qui ne verront finalement jamais le jour, à la suite du décès du chanteur) le 11 février 2008 est sorti Thriller 25, la réédition du 25e anniversaire de l'album du roi de la pop, Thriller (1982), sur lequel will.i.am, Fergie ont entre autres réédité des titres comme Billie Jean, Beat It ou Wanna Be Startin' Somethin'. will.i.am a mixé une version totalement différente de P.Y.T. (Pretty Young Thing) (qui était en fait basée sur la early demo de Jackson) et a remplacé Paul McCartney dans le nouveau The Girl is Mine.

### Politique
En 2008, il participe activement à l'élection de Barack Obama en composant les chansons Yes We Can et We are the ones. Dans Phosphore, il raconte : « J’avais un feu qui brûlait en moi, je voulais partager avec le monde ma passion pour l’Amérique. Et à cette époque, en 2007, l’Amérique était très mal représentée. Quand je voyageais, quand je venais en France, les gens n’estimaient plus et ne respectaient plus l’Amérique comme ils le faisaient avant, quand Bill Clinton était président. George W. Bush a vraiment mal représenté l’Amérique. Je voulais changer le regard des autres sur l’Amérique, et quand j’ai entendu le discours d’Obama, j’ai été inspiré. Je me suis dit « wahou, ce gars est incroyable. C’est l’Amérique que j’ai connue, que je connais ». Ce sont les types comme Obama qui m’ont permis de sortir du ghetto, d’intégrer les bonnes écoles. Ce n’est pas lui personnellement qui me l’a permis, mais les gens qui comme lui ont mis ces programmes en route, les ont fait vivre. Yes we can (la chanson qu’il a tirée du discours d’Obama, NDR) a été ma contribution pour l’Amérique. Parce que des gens se sont battus pour notre liberté : Martin Luther King, John Fitzgerald Kennedy… Ces leaders sont des versions différentes d’un même projet. Le même combat, la même passion du changement. « Yes we can » a été posté sur Internet, et à l’époque, on ne connaissait pas encore le pouvoir des réseaux sociaux. Et ça a permis à beaucoup de monde de lever le doute et de se dire « Oui, nous le pouvons. Cela a donné de l’espoir ». Au lendemain de l'élection à la présidence des États-Unis du sénateur de l'Illinois, will.i.am publie une nouvelle chanson : It's a New Day, un clip centré autour des images du triomphe de Barack Obama à Grant Park, Chicago, le 4 novembre 2008 au soir, et où apparaissent tous les membres des Black Eyed Peas ainsi que, notamment, Olivia Wilde, Kanye West, Quincy Jones, Kevin Bacon ou encore Joe Biden et le président des États-Unis Barack Obama.
Il est d'ailleurs le cofondateur du site dipdive.com, site consacré à ses convictions politiques mais aussi humanitaires. Il milite en effet contre la pauvreté dans le monde. Il compose et interprète aux côtés de Angelique Kidjo In my Name afin de promouvoir cette lutte.
Le 14 octobre 2016, il diffuse Grab'm by the Pussy (Prends-les par la chatte), un clip vidéo satirique dans lequel il s'en prend à Donald Trump, candidat du Parti républicain à l'élection présidentielle américaine de 2016, en raison de son attitude méprisante à l'égard des femmes. Dans la foulée, le chanteur des Black Eyed Peas change le nom de son compte Twitter en will.i.am.VOTING pour encourager les gens à voter.

### Relations avec David Guetta

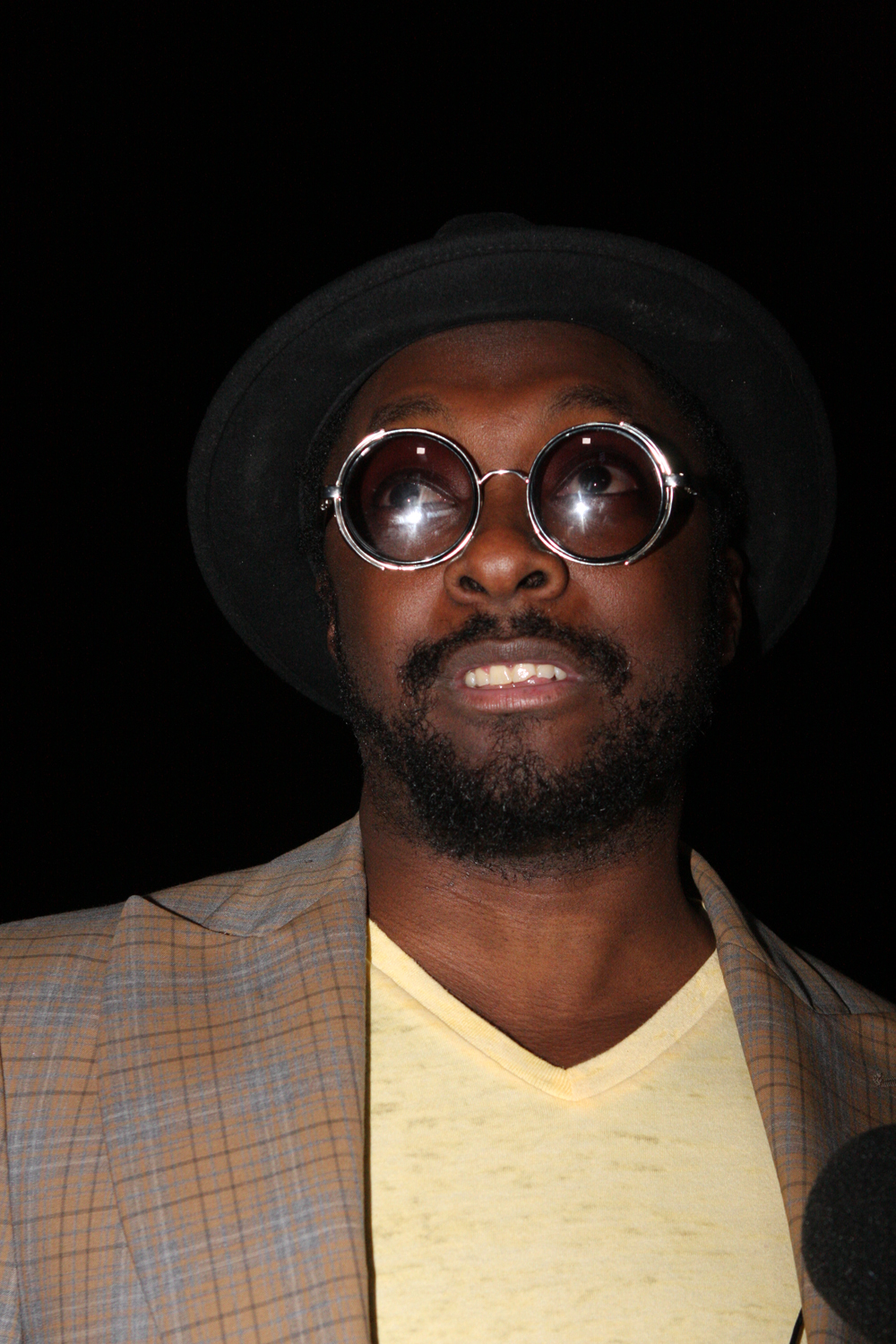
will.i.am en 2012.

will.i.am s'est tourné vers une recherche de sonorités nouvelles, un mélange expérimental entre le hip-hop et la dance, est séduit par le son de Love Is Gone lors d'une soirée passée au Pacha d'Ibiza. Il propose à David Guetta de composer deux chansons sur le prochain album des Black Eyed Peas : I Gotta Feeling et Rock That Body. David Guetta accepte et se rend aux États-Unis pour travailler dans les studios Universal (Interscope) à Los Angeles, où il rencontre d'autres artistes américains comme Pharrell Williams, Busta Rhymes ou P.Diddy. Après cette collaboration, Will.I.Am continue à contribuer à la renommée internationale de David Guetta : il le recommande auprès d'autres artistes américains tels Akon qui, à son tour, sollicite David dans les studios. L'engrenage est lancé. Dans son album Nothing but the Beat, David Guetta collabore une nouvelle fois avec will.i.am pour le titre Nothing Really Matters.
I Gotta Feeling, produit par David Guetta et Fred Rister pour l'album des Black Eyed Peas, s'écoule à plus d'un million d'exemplaires la semaine de sa sortie aux États-Unis. Le disque devient le plus grand succès single du groupe et rentre dans le livre des records. Les Black Eyed Peas font un aller-retour en jet privé jusqu'à Ibiza, pour fêter le succès du titre avec David.
Elle figure sur le dernier album The END. « Là, elle est no 1 depuis seize semaines aux États-Unis », commente Fred Rister. « Nous avons créé avec Will.I.Am un pont entre la culture électronique en Europe et de la culture urbaine américaine », estime David Guetta. Le titre Gettin' Over You entre directement à la première place des ventes au Royaume-Uni le 6 juin 2010.

### Télévision et cinéma
Il fait partie du jury de The Voice UK et il est juge depuis le début de la série avec Tom Jones. 
Il fera partie aussi du jury à The Voice Australie. 
Il a également interprété et coécrit la BO du film Madagascar.
Il joue un trafiquant de diamants dans le film X-Men Origins: Wolverine

### Vie personnelle
Le 22 juin 2009, le blogueur Perez Hilton accuse will.i.am et son entourage de l'avoir agressé à Toronto après les MuchMusic Video Awards, une accusation que will.i.am dénie sur une vidéo postée sur son blog. Cette action est classée sans suite.
Selon une interview avec le tabloïd britannique The Sun, will.i.am explique souffrir d'acouphènes, un trouble fréquent chez les musiciens qui ont été exposés à de la musique forte pendant des périodes prolongées.

## Discographie
- 2001 : Lost Change
- 2003 : Must B 21
- 2007 : Songs About Girls
- 2013 : Willpower

## Filmographie
- 2004 : Las Vegas (série TV) : lui-même
- 2005 : Be Cool : lui-même
- 2005 : Le Monde de Joan (série télé) : Dieu Joueur de Cartes
- 2008 : Madagascar 2 : Moto-Moto (voix VO)
- 2009 : X-Men Origins: Wolverine : John Wraith / Kestrel (en)
- 2009 : Arthur et la Vengeance de Maltazard : Snow (voix VO)
- 2010 : Date Night : lui-même
- 2011 : Rio : Pedro (voix VO)
- 2014 : Rio 2 : Pedro (voix VO)
- 2017 : The Defiant Ones (série documentaire musicale) d'Allen Hughes : lui-même
- 2019 : The Rookie (série télé) : S1:E19 : lui même